# Política da Bósnia e Herzegovina

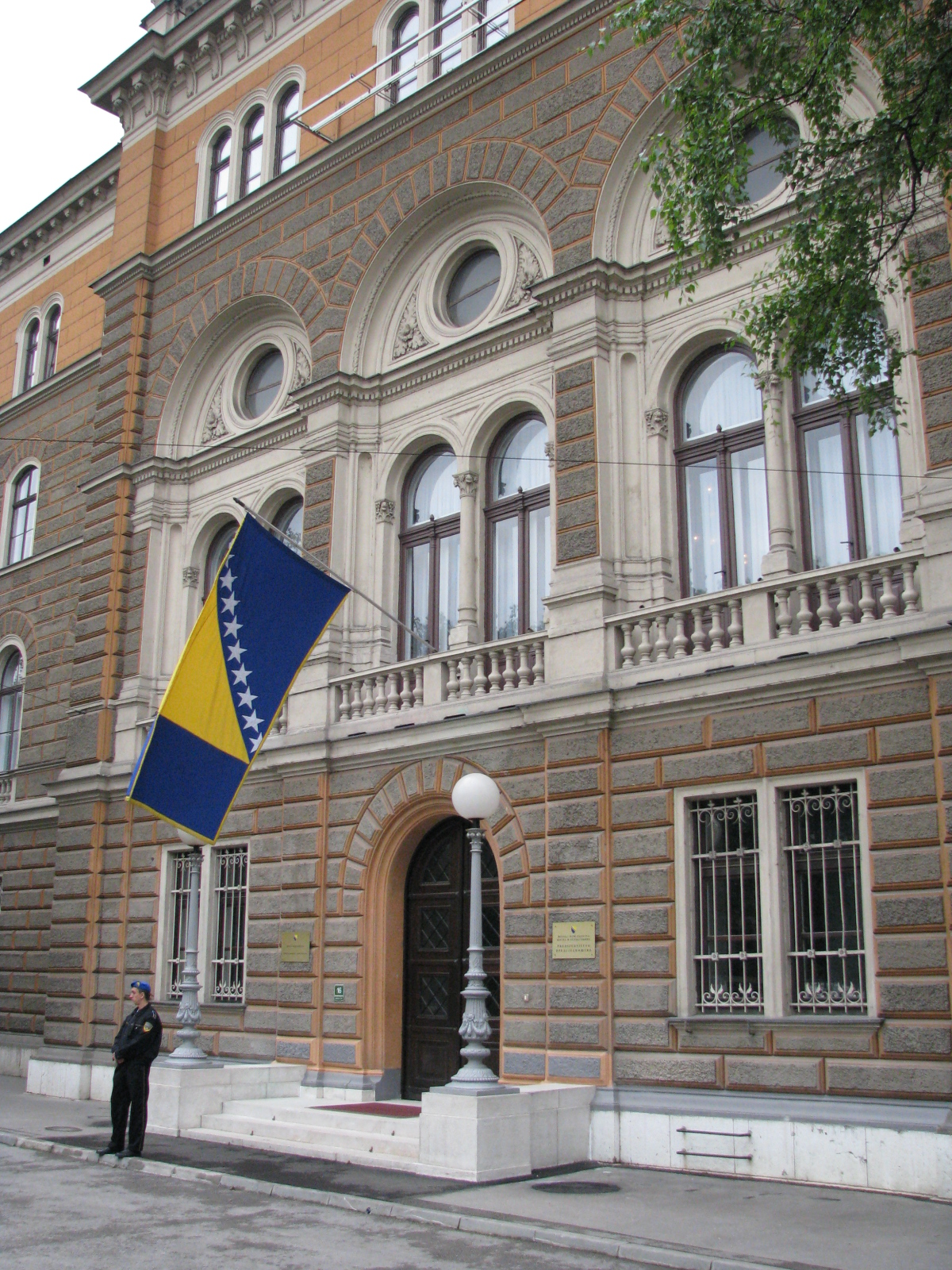
Presidência da Bósnia e Herzegovina.

O cargo de presidente da Bósnia e Herzegovina é exercido em rotatividade pelos três membros da presidência da Bósnia e Herzegovina (um bosníaco, um sérvio e um croata), cada um ocupando o cargo durante 8 meses ao longo do seu mandato de quatro anos na presidência. Os três membros da presidência são eleitos directamente pelo povo (votos da Federação da Bósnia e Herzegovina para o bosníaco e o croata, e da República Sérvia para o sérvio). O Presidente do Conselho de Ministros é nomeado pela presidência e aprovado pela Câmara dos Representantes. Depois, é dele a responsabilidade de nomear os ministros do governo.
A Assembleia Parlamentar é o corpo legislativo da Bósnia e Herzegovina. Consiste de duas câmaras: a Câmara dos Representantes e a Câmara dos Povos. A Câmara dos Povos inclui quinze delegados, dois terços dos quais provenientes da Federação (cinco croatas e cinco bosníacos) e um terço da República Sérvia (cinco sérvios). a Câmara dos Representantes é composta por 42 membros, dois terços eleitos pela Federação e um terço eleito pela República Sérvia.
O Tribunal Constitucional da Bósnia e Herzegovina é o supremo e final árbitro nas matérias legais. É composto por nove membros: quatro são seleccionados pela Câmara dos Representantes da Federação, dois pela Assembleia da República Sérvia, e três pelo Presidente do Tribunal Europeu dos Direitos do Homem após consultas com a Presidência.